# Northern Premier League 2010-11
Sezóna 2010–2011 je již 43. ročníkem pro Northern Premier League Premier Division a čtvrtou sezónu pro Northern Premier League Division One North and South. Sponzorem v této sezoně je firma Evo-Stik.

## Premier Division
Premier Division přivítala pro tento ročník pět nových klubů:
- Chasetown, postoupil z play-off z NPL Division One South
- Colwyn Bay, postoupil z play-off z NPL Division One North
- F.C. Halifax Town, postoupil z NPL Division One North
- Mickleover Sports, postoupil z NPL Division One South
- Northwich Victoria, sestoupil dle finančních pravidel z Conference North

### Ligová tabulka
| Poz. | Tým                       | Z  | V  | R | P  | GV | GO | Rozdíl | B  | Postup – sestup                               |
| ---- | ------------------------- | -- | -- | - | -- | -- | -- | ------ | -- | --------------------------------------------- |
| 1    | F.C. Halifax Town         | 18 | 13 | 3 | 2  | 43 | 16 | +27    | 42 | Postup do Conference North/South              |
| 2    | Colwyn Bay                | 21 | 10 | 6 | 5  | 36 | 37 | −1     | 36 | Kvalifikace do play-off                       |
| 3    | Buxton                    | 17 | 10 | 1 | 6  | 33 | 21 | +12    | 31 | Kvalifikace do play-off                       |
| 4    | Northwich Victoria        | 17 | 9  | 3 | 5  | 33 | 23 | +10    | 30 | Kvalifikace do play-off                       |
| 5    | North Ferriby United      | 17 | 9  | 3 | 5  | 31 | 22 | +9     | 30 | Kvalifikace do play-off                       |
| 6    | Matlock Town              | 16 | 9  | 2 | 5  | 33 | 20 | +13    | 29 |                                               |
| 7    | Worksop Town              | 15 | 9  | 2 | 4  | 31 | 20 | +11    | 29 |                                               |
| 8    | Hucknall Town             | 20 | 8  | 5 | 7  | 32 | 39 | −7     | 29 |                                               |
| 9    | Burscough                 | 21 | 8  | 4 | 9  | 27 | 31 | −4     | 28 |                                               |
| 10   | Bradford Park Avenue      | 19 | 7  | 6 | 6  | 29 | 31 | −2     | 27 |                                               |
| 11   | Marine                    | 20 | 8  | 3 | 9  | 35 | 38 | −3     | 27 |                                               |
| 12   | Chasetown                 | 16 | 8  | 2 | 6  | 28 | 21 | +7     | 26 |                                               |
| 13   | Kendal Town               | 17 | 7  | 4 | 6  | 33 | 30 | +3     | 25 |                                               |
| 14   | Whitby Town               | 18 | 6  | 5 | 7  | 28 | 34 | −6     | 23 |                                               |
| 15   | Ashton United             | 18 | 6  | 3 | 9  | 23 | 23 | 0      | 21 |                                               |
| 16   | Nantwich Town             | 15 | 6  | 2 | 7  | 31 | 32 | −1     | 20 |                                               |
| 17   | Frickley Athletic         | 17 | 5  | 5 | 7  | 17 | 26 | −9     | 20 |                                               |
| 18   | Ossett Town               | 21 | 5  | 4 | 12 | 21 | 40 | −19    | 19 |                                               |
| 19   | Stocksbridge Park Steels  | 16 | 5  | 3 | 8  | 29 | 28 | +1     | 18 | Sestup do divize NPL Division One North/South |
| 20   | Mickleover Sports         | 17 | 5  | 3 | 9  | 33 | 35 | −2     | 18 | Sestup do divize NPL Division One North/South |
| 21   | F.C. United of Manchester | 15 | 6  | 0 | 9  | 22 | 25 | −3     | 18 | Sestup do divize NPL Division One North/South |
| 22   | Retford United            | 20 | 2  | 1 | 17 | 18 | 53 | −35    | 7  | Sestup do divize NPL Division One North/South |

Aktualizováno: 11. prosince 2010 

Legenda: Poz. – pozice, Z – zápasy, V – výhry, R – remízy, P – prohry, GV – góly vstřelené, GO – góly obdržené, B – body.

### Play-off
|  | Semifinále | Semifinále | Semifinále |  |  | Finále | Finále | Finále |
|  |            |            |            |  |  |        |        |        |
|  |            |            |            |  |  |        |        |        |
|  |            |            |            |  |  |        |        |        |
|  |            |            |            |  |  |        |        |        |
|  |            |            |            |  |  |        |        |        |
|  |            |            |            |  |  |        |        |        |
|  |            |            |            |  |  |        |        |        |